# Welt am Sonntag
Welt am Sonntag (нім. Німеччина для світу по неділях) — щонедільна німецька газета.

## Історія та профіль
Welt am Sonntag була заснована в 1948 році. Газета публікується Axel Springer SE. Головний офіс знаходиться в Берліні, газета також має місцеві редакції для Берліна, Гамбурга, Мюнхена та Дюссельдорфа.
Газета являє собою недільний випуск щоденної газети Die Welt. Він містить розділи про політику, спорт, економіку, фінанси, культуру, стиль, подорожі та нерухомість.
У 2009 році Товариство дизайну новин визнало Welt am Sonntag однією з «Газет з найкращим дизайном у світі» разом із чотирма іншими газетами. У 2012 році газета була названа європейською газетою року в категорії національних газет. У 2013 році газета Welt am Sonntag отримала таку ж нагороду, але цього разу в категорії тижневих газет.
У другому кварталі 1992 року тираж газети Welt am Sonntag становив 420 000 примірників. Тираж у 1997 році становив 381 000 примірників, у 2014 році — 532 000.

## Редактори
- 2004—2008: Алан Позенер[en]